# Girardia tigrina
Girardia tigrina là một loài Dugesiidae có nguồn gốc từ Châu Mỹ. Chúng đã vô tình được đưa vào Châu Âu và Nhật Bản.

## Mô tả
G. tigrina dài khoảng 10 mm. Họ có một cái đầu với hai tâm nhĩ rộng và ngắn. Hai mắt là hai miếng trong suốt. Bề mặt lưng của cơ thể có rất nhiều điểm sắc tố.

## Phân bố và sinh thái
Có nguồn gốc từ Châu Mỹ, Girardia tigrina đã trở thành một loài xâm lấn ở châu Âu và Nhật Bản. Nó đã được ghi nhận lần đầu tiên từ châu Âu vào năm 1925, nó đã được báo cáo từ nhiều nước châu Âu như Pháp, Đức, Ý, Hà Lan, România, hay Wales.

## Chế độ ăn uống
G. tigrina là một loài ăn thịt loài, nó ăn động vật như giun đốt, chân đều, chironomidae, ốc, cánh lông, và phù du.